# Marcello Albano
Marcello Albano (Bologna, 9 giugno 1961 – Bologna, 25 maggio 2017) è stato un fumettista italiano.

## Biografia
Dopo aver conosciuto Andrea Pazienza, esordì nel 1983 sulla rivista Frigidaire. Con Alessandro Raffini e Giorgio Lavagna fondò nel 1988 una società di produzione, "Rock and Roll Suicide Production" con la quale realizzarono una rivista, Souper, che venne pubblicata da Mongolfiera. Nello stesso periodo Albano ottiene i primi incarichi commerciali. Hanno realizzato storie in un registro sotterraneo per Mondo Mongo, pubblicato da Eden. Negli anni novanta collabora con fantascientifici con altri giovani autori come Giorgio Lavagna e Gianmaria Liani con produzioni indipendenti italiane di fumetti fantasy e fantascientifici. Collabora poi la rivista Cyborg dal 1991 al 1993 e Asimov Magazine, realizzando illustrazioni ma continuando a produrre storie per Frigidaire. Ripreso anche un vecchio personaggio dei fumetti italiani degli anni '60, Radar, per il quale scrisse alcune storie disegnate da Stefano Natali. Nel 1993 con Lavagna si trasferì a Los Angeles, in California, dove hanno realizzato progetti e storyboard per un film di fantascienza della 20th Century Fox, "Alcatraz 2000" e per video musicali come "Sister of Pain" (1993) di Vince Neil dei Mötley Crüe ed "Heroin" (1993) di Billy Idol con lo studio SuperFluo di Los Angeles. Nel 1995, tornati in Italia iniziarono entrambi a lavorare con la Phoenix Enterprises alla collana "Italia XXII secolo" con diverse miniserie come "Triade", "Nautilo" e "Motormike". Nel 1995, con Lavagna e Liani ideò la serie "Nukies" che venne pubblicato sul mensile Dinamite della Granata Press e, con il disegnatore, Gianmaria Liani la serie Le Nuove Avventure di Elvis pubblicato sulla rivista musicale Rumore. Nella seconda metà degli anni novanta collaborò alla Marvel Italia come disegnatore, traduttore e colorista e ha anche realizzato le storie italiane di Conan il barbaro, Conan of the Swamps e The Twilights of the Wizards pubblicate poi anche fuori dall'Italia. Dalla fine degli anni '90 è stato principalmente coinvolto come illustratore di libri educativi e di attività per diversi editori italiani. Negli anni successivi è attivo come copertinista per libri per ragazzi della casa editrice Mondadori. Nel 2007 ha collaborato nuovamente con Lavagna alla graphic novel "Dream City". Nel 2008 e nel 2009 ha realizzato le illustrazioni per la miniserie Freak scritta da Stefano Ianne e Roberto "Freak" Antoni sulla vita di quest'ultimo. Collaborò al libro omaggio al fumettista Alan Moore.